# 안병길 (1941년)
안병길(安秉吉, 1941년 4월 12일 ~ )은 대한민국 육군 소장으로 예편한 군인이며, 제29대 국방부 차관을 지냈다. 본관은 광주이며, 경상남도 밀양시 출생이다.

## 생애
육군사관학교 19기 출신이며, 소장으로 예편하였다. 국방부 제2차관보, 제29대 국방부 차관(임기:1998년 3월 9일 ~ 1999년 5월 26일) 등을 지냈다.